# Symptom of the Universe: The Original Black Sabbath 1970-1978
Symptom of the Universe: The Original Black Sabbath 1970-1978 è una raccolta di brani del gruppo heavy metal Black Sabbath, comprendente pezzi tratti dagli album del primo periodo della band, ovvero dall'album omonimo del 1970 a Never Say Die! del 1979. Le canzoni sono tutte in versione rimasterizzata.

## Tracce

### Disco 1
1. Black Sabbath (Black Sabbath)
2. N.I.B. (Black Sabbath)
3. The Wizard (Black Sabbath)
4. Warning (Black Sabbath)
5. Evil Woman (Black Sabbath)
6. Paranoid (Paranoid)
7. Iron Man (Paranoid)
8. War Pigs (Paranoid)
9. Fairies Wear Boots (Paranoid)
10. Sweet Leaf (Master of Reality)
11. Children of the Grave (Master of Reality)
12. Into the Void (Master of Reality)
13. Lord of This World (Master of Reality)

### Disco 2
1. After Forever (Master of Reality)
2. Snowblind (Black Sabbath, Vol. 4)
3. Laguna Sunrise (Black Sabbath, Vol. 4)
4. Changes (Originally from Black Sabbath, Vol. 4)
5. Tomorrow's Dream (Black Sabbath, Vol. 4)
6. Supernaut (Black Sabbath, Vol. 4)
7. Sabbath Bloody Sabbath (Sabbath Bloody Sabbath)
8. Fluff (Sabbath Bloody Sabbath)
9. Sabbra Cadabra (Sabbath Bloody Sabbath)
10. Am I Going Insane (Sabotage)
11. Symptom of the Universe (Sabotage)
12. Hole in the Sky (Sabotage)
13. Rock 'N' Roll Doctor (Technical Ecstasy)
14. Dirty Women (Technical Ecstasy)
15. Never Say Die (Never Say Die!)
16. A Hard Road (Never Say Die!)

## Formazione
- Ozzy Osbourne: voce
- Tony Iommi: chitarra
- Geezer Butler: basso
- Bill Ward: batteria